# Teteven
Teteven (bulgariska: Тетевен) är en ort i Bulgarien.   Den ligger i kommunen Obsjtina Teteven och regionen Lovetj, i den centrala delen av landet, 80 km öster om huvudstaden Sofia. Teteven ligger 419 meter över havet och antalet invånare är 10 790.
Terrängen runt Teteven är huvudsakligen kuperad. Teteven ligger nere i en dal. Teteven är det största samhället i trakten.
I omgivningarna runt Teteven växer i huvudsak lövfällande lövskog. Runt Teteven är det ganska glesbefolkat, med 32 invånare per kvadratkilometer.